# ディナモ・スタジアム (ミンスク)
ディナモ・スタジアム（ベラルーシ語: Стадыён Дынама、英: Dynama Stadium）は、ベラルーシ・ミンスクにあるスタジアムである。1934年に完成。現在はFCディナモ・ミンスクの本拠地として使用されている。1980年モスクワオリンピックではサッカー競技会場として使用された。2019年ヨーロッパ競技大会では開会式などが開催された。